# Acraea neavei
Acraea neavei är en fjärilsart som beskrevs av Edward Bagnall Poulton 1925. Acraea neavei ingår i släktet Acraea och familjen praktfjärilar. Inga underarter finns listade i Catalogue of Life.